# مرسدس پاردو
مرسدس کلمنتینا مارتا دل کارمن پاردو پونته، معروف به مرسدس پاردو (۲۹ ژوئیه ۱۹۲۱ – ۲۴ مارس ۲۰۰۵) نقاش هنرهای انتزاعی ونزوئلا بود. 

## زندگی
پاردو در ۲۹ ژوئیه ۱۹۲۱ (برخی منابع ۲۰ ژوئیه ۱۹۲۱) در کاراکاس، ونزوئلا متولد شد. او از ۱۳ سالگی در کلاس‌های رایگان آکادمی هنرهای زیبا شرکت کرد.
در سال ۱۹۴۱، او به مدرسه هنرهای پلاستیکی و کاربردی کاراکاس پیوست و در زمینه نقاشی، چاپ‌سازی و کلاژ فعالیت داشت. در سال ۱۹۹۱، گالری هنر ملی کاراکاس نمایشگاهی برای بررسی آثار او از سال ۱۹۴۱ تا ۱۹۹۱ برگزار کرد.
در سال ۱۹۴۵، با مارکو بونتا، استاد ویترای و نقاشی دیواری، ازدواج کرد، اما این ازدواج کوتاه‌مدت بود.
در سال ۱۹۴۷، او به آکادمی هنرهای زیبای سانتیاگو در شیلی رفت و اولین نمایش انفرادی خود را برگزار کرد. سپس در سال ۱۹۴۹ به پاریس نقل مکان کرد و در École du Louvre تحصیل کرد.
در سال ۱۹۵۱، با الخاندرو اوترو، نقاش مشهور، ازدواج کرد.
پاردو در ۲۴ مارس ۲۰۰۵ در سن آنتونیو د لوس آلتوس، ونزوئلا درگذشت.

## میراث
Fundación Alejandro Otero-Mercedes Pardo در سال ۲۰۱۶ تاسیس شد.  خانه آلخاندرو اوترو و مرسدس پاردو در سن آنتونیو د لوس آلتوس واقع شده است. 
در سال ۲۰۲۳ آثار او در نمایشگاه Action, Gesture, Paint: Women Artists and Global Abstraction 1940-1970 در گالری Whitechapel لندن قرار دارد. 

## نمایشگاه ها
منبع: 
- اتاق پاسیفیک ۱۹۴۷، سانتیاگو دی شیلی
- 1962 MBA
- ۱۹۶۴ "نشانه ها"، سالا مندوزا
- ۱۹۶۷ "نشانه ها"، Librería Cruz del Sur، کاراکاس
- 1969 "1 x ۹ رنگ صفحه ابریشمی"، MBA
- ۱۹۷۰ "آثار اخیر مرسدس پاردو"، سالا مندوزا
- ۱۹۷۱ مرکز هنرهای زیبا، ماراکایبو
- ۱۹۷۴ گالری Aele، مادرید
- ۱۹۷۷ گالری آدلر / کاستیلو، کاراکاس / مرکز هنری ال پارک، والنسیا، ادو. Carabobo / گالری Pecanins، مکزیکو سیتی
- ۱۹۷۸ "از کارگاه مرسدس پاردو امروز، گالری هنر ملی"، کاراکاس / موزه هنر مدرن، مکزیکو سیتی
- ۱۹۷۹ "رنگ، پوست، حضور مراقبه: نمایشگاه گلچین توسط مرسدس پاردو"، GAN / Galería Adler / Castillo, Caracas
- ۱۹۸۰ "مرسدس پاردو در مارگاریتا: نقاشی ها/سریگراف ها"، موزه فرانسیسکو نارواز
- 1983 "Inesauribile Venezia"، گالری Sagitario، کاراکاس
- 1991 "Moradas del color", GAN
- ۱۹۹۳ "کار گرافیکی مرسدس پاردو"، کنسولگری ونزوئلا، نیویورک
- ۱۹۹۴ "کار گرافیکی مرسدس پاردو"، فضاهای گرم
- ۱۹۹۵ "کار گرافیکی مرسدس پاردو"، MRE
- ۱۹۹۶ موزه مقدس، کاراکاس
- 2000 "Mercedes Pardo, ۱۹۵۱-۲۰۰۰"، MAO / "Color and shape", GAN
- ۲۰۰۵ خانه فرهنگ دهکده دریا، پورلامار، ادو. Nueva Esparta / Unimet

## جوایز
منبع: 
- ۱۹۴۲ تجلیل از نقاشی، سالن رسمی III
- ۱۹۴۴ جایزه خوزه لورتو آریسمندی، پنجم نمایش رسمی
- ۱۹۶۰ جایزه پوئبلا د بولیوار، سالن رسمی XXI
- جایزه ۱۹۶۱ بنیاد فینا گومز، نمایشگاه رسمی بیست و دوم
- جایزه ملی هنرهای کاربردی ۱۹۶۴ (مشترک با الخاندرو اوترو)، XXV Salón Oficial
- ۱۹۶۶ جایزه مینا، نمایشگاه بین المللی صنایع دستی هنری، اشتوتگارت، آلمان
- ۱۹۷۸ جایزه ملی هنرهای پلاستیک، کاراکاس
- جایزه خرید نسخه ویژه ۱۹۸۰، World Print III، سانفرانسیسکو، کالیفرنیا، ایالات متحده
- ۱۹۹۱ جایزه آرماندو ریورون، AVAP

## در ادامه مطلب
- Mercedes Pardo: moradas del color. Fundacion Galeria de Arte Nacional. 1991.
- "Pardo Mercedes". Art&Art. Archived from the original on 3 March 2016. Retrieved 21 February 2016.
- image of COMPOSICIÓN